# 格扎维埃·巴拉谢
格扎维埃·巴拉谢（法語：Xavier Barachet，1988年11月19日—），法國男子手球運動員。自2006年開始，他在巴黎聖日耳曼的手球隊效力。他也是法國國家手球隊的一員，代表法國參加了2012年奧運會並獲得金牌。